# Uunartoq (Insel)
Uunartoq ist eine grönländische Insel im Distrikt Nanortalik in der Kommune Kujalleq.

## Lage
Uunartoq liegt im Uunartup Kangerlua etwa 13 km östlich von Alluitsup Paa, 11 km südlich von Ammassivik und 40 km nördlich von Nanortalik. Direkt südlich liegt die etwas größere Insel Tuttutuuarsuk an, während sich nördlich die winzige Insel Milammiut befindet. Uunartoq besteht aus zwei Teilen, dem großen südwestlichen Teil und einem damit über eine schmale Landzange verbundenen kleinen nordöstlichen Teil.

## Geschichte
Die Insel ist vor allem für ihre Thermalquellen bekannt. Sie entstehen durch Grundwasser, das in einer Erdspalte aufgewärmt wird und dann zurück an die Oberfläche strömt. Die Luftblasen im Wasser enthalten 2 % Helium. Die Quellen wurden in Grønland i tohundredeaaret for Hans Egedes landing genauer beschrieben. Es gibt drei Becken, von denen das erste 4 m Durchmesser und eine Tiefe von etwa 6 cm hat. Das zweite hat einen Durchmesser von 8 m und eine Tiefe von 40 cm und das dritte einen Durchmesser von 4 m und eine Tiefe von wenigen Zentimetern. Alle Quellen hatten 1919 eine Temperatur von 29 bis 37 °C.
Die Quellen werden schon von Ívarr Bárðarson im 14. Jahrhundert beschrieben, wo es heißt: „Auf diesen Inseln gibt es sehr warmes Wasser, das im Winter so heiß ist, dass keiner ihm nahekommen kann, aber im Sommer ist es angenehm heiß, sodass man darin baden kann, und viele finden dort Besserung, und werden gesund und finden dort Besserung von Krankheiten.“
Direkt nach Hans Egedes Ankunft 1721 in Grönland wurde ihm von den Quellen erzählt, die die einzigen so warmen in ganz Grönland sind. Auch im Reisebericht von Peder Olsen Walløe steht, dass dieser 1751 die Quellen besuchte. 1778 besuchte Aron Arctander die Quellen und studierte sie genauer, wobei er auch von einer Ruine berichtete. 1806 kam Carl Ludwig Giesecke nach Uunartoq und maß als erster die Temperatur der Quellen, die er auf etwa 30 bis 32 °R (rund 37 °C) bestimmte. Er berichtete, dass die Grönländer dort nicht badeten, sondern nur ihre Kleidung dort wuschen. 1828 kam Wilhelm August Graah zu den Quellen, maß ebenfalls die Temperatur, aber konnte die von Arctander beschriebene Ruine nicht mehr finden.
Die Insel war über Jahrhunderte besiedelt und hat deswegen zahlreiche archäologische Spuren. Auf dem nördlichen Teil der Insel befand sich in kolonialer Zeit der Wohnplatz Ippik, auf der Landzange der Wohnplatz Ippikitsoq. An der Südostküste befanden sich Qarmaarsuit, Kuuk und Qerrortuut. Womöglich befand sich auch der Wohnplatz Inuaq auf Uunartoq. 1930 wurden in Qerrortuut mumifizierte menschliche Überreste und Artefakte entdeckt, die meisten davon wurden vom Fundort entfernt. Der dänische Prähistoriker Therkel Mathiassen (1892–1967) fand 1934 weitere Gräber mit Mumien, die auf das 17. Jahrhundert datiert werden. Der überwiegende Teil der Gräber war beschädigt, es konnten immerhin noch drei vollständige, in Robbenfelle gewickelte, wenige Monate alte mumifizierte Kinder geborgen werden. Ippik wurde in den 1950er Jahren als letzter der Wohnplätze aufgegeben, aber noch bis in die 1970er Jahre als Schäfersiedlung genutzt. Seither ist Uunartoq verlassen.
Die Quellen sind heutzutage ein beliebtes Touristenziel.